# Arques-la-Bataille
Arques-la-Bataille é uma comuna francesa na região administrativa da Normandia, no departamento de Sena Marítimo. Estende-se por uma área de 14,72 km². Em 2010 a comuna tinha 2 642 habitantes (densidade: 179,5 hab./km²).